# الأمين وهاب
الأمين وهاب (بالإنجليزية: Lamine Ouahab) مواليد 22 ديسمبر 1984 في بلدية حسين داي، الجزائر، هو لاعب كرة مضرب مغربي من أصل جزائري يلعب باليد اليمنى بدأ مسيرته كمحترف عام 2002 ويحتل حالياً المرتبة رقم. 320 (16 يناير 2016) في تصنيف رابطة محترفي كرة المضرب.

## روابط خارجية
- الأمين وهاب على موقع رابطة محترفي التنس (الإنجليزية)
- الأمين وهاب على موقع الاتحاد الدولي لكرة المضرب (الإنجليزية)
- الأمين وهاب على موقع كأس ديفيز (الإنجليزية)
- الأمين وهاب على موقع خلاصة التنس.كوم (الإنجليزية)
- الأمين وهاب على موقع إي إس بي إن.كوم (الإنجليزية)
- الأمين وهاب على موقع أوليمبيديا (الإنجليزية)